# Хираньякша

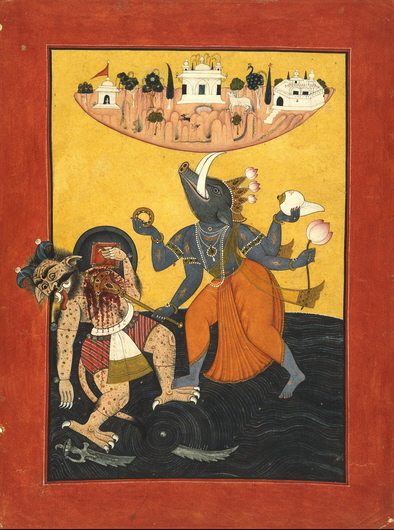
Вараха убивает Хираньякшу, чтобы спасти Землю

Хиранья́кша (санскр. हिरण्‍याक्ष, IAST: hiraṇākṣa — златоглазый), также Хираньяне́тра, Хираньялоча́на — в индуистской мифологии асура, сын Дити и Кашьяпы.
Уже с детства Хираньякша, обладавший большой силой, представлял угрозу миру, нападая со своей палицей на сваргу и заставляя бежать в страхе богов. Однажды, чтобы доказать свою мощь богам, Хираньякша унёс землю на дно мирового океана. Вишну в аватаре Варахи, выполняя просьбу богов, спустился в океан, чтобы поднять Землю на своих клыках, но Хираньякша преградил ему путь, и Вишну вступил с ним в бой. Битва длилась тысячу лет, и асура в конце концов был повержен. Согласно другой версии, Хираньякша, по предложению Варуны, решил сразиться с Вишну, но не знал, где отыскать Бога. В это время земля сама погрузилась в океан, и по воле Брахмы для её спасения Вишну воплотился в вепря и спас её. Асура, узнав в вепре искомого врага, вступил с ним в битву и погиб.
У него был старший брат, Хираньякашипу, который, будучи невообразимо могучим, тем не менее был убит Нарасимхой, другой аватарой Вишну. Согласно одному из мифов, в образе этих двух братьев-асур из-за проклятия родились Джая и Виджая, двое слуг Вишну на Вайкунтхе.